# Аргентинский экономический кризис

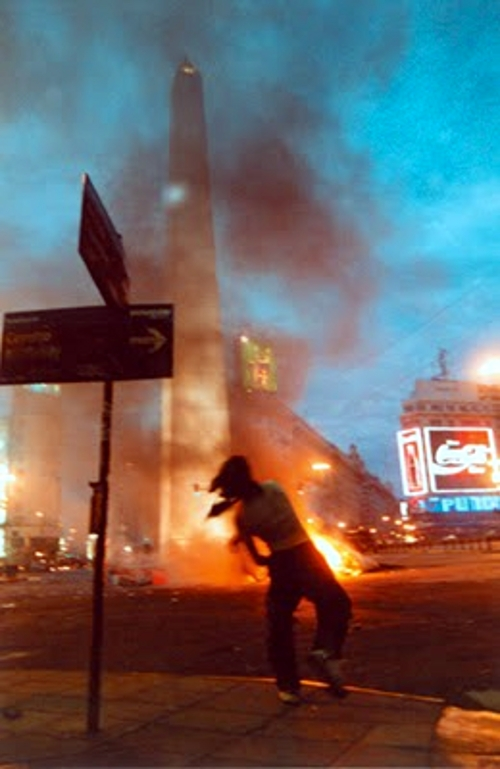

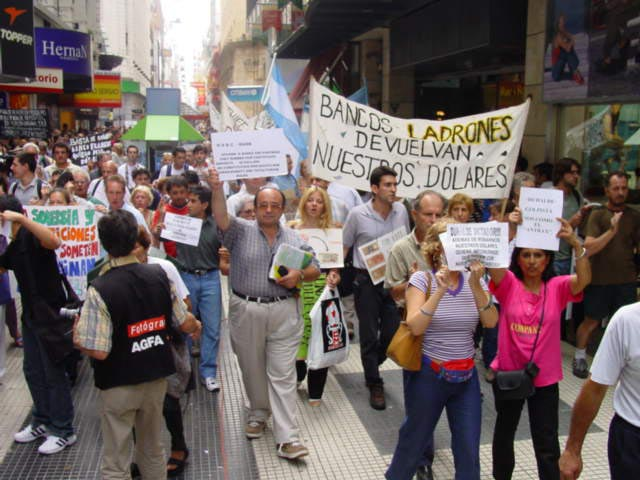

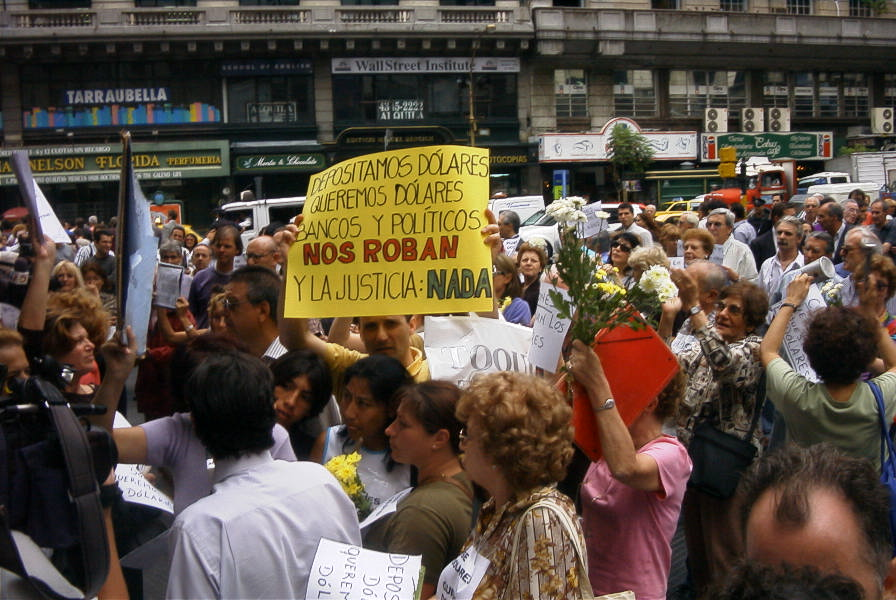

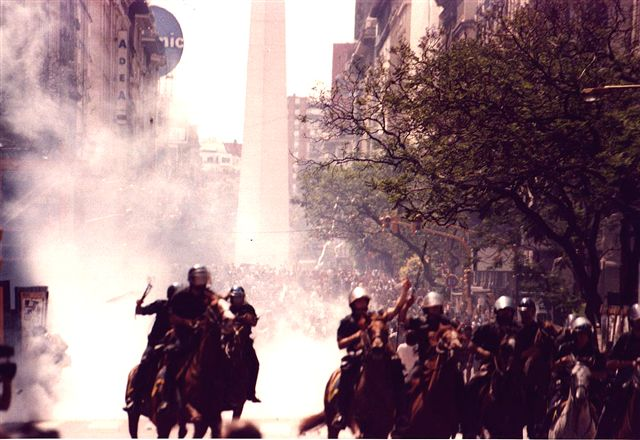

Аргентинский экономический кризис — кризис, произошедший в экономике Аргентины в конце 1990-х — начале 2000-х годов. С точки зрения макроэкономики, кризисный период начался с уменьшения реального ВВП в 1999 году и закончился в 2002 году с возвратом роста ВВП, однако причины коллапса аргентинской экономики и их влияние на население видно и сейчас. Иногда кризис датируется только 2001—2002 годами.
Кульминацией кризиса стали беспорядки декабря 2001 года, в ходе которых страну захлестнула волна мародерств. Тогда же Аргентина объявила о крупнейшем в истории дефолте (80 миллиардов долларов).

## Причины
Одной из причин кризиса называют монетаристские реформы Доминго Кавальо, в ходе которых была приватизирована госсобственность и введена привязка национальной валюты к доллару США. Кроме того, для иностранных инвесторов в Аргентине создавались особые условия — они полностью освобождались от налогов на 5—25 лет, в результате чего, по некоторым оценкам, многомиллиардные иностранные инвестиции сопровождались потерей по крайней мере 280 миллиардов долларов прибыли за десятилетие.
Жёсткая привязка к дорогой валюте (доллару) сделала аргентинские товары неконкурентоспособными, что в дальнейшем отрицательно сказалось на развитии промышленности. Кроме того, из-за жёсткой привязки Центробанк Аргентины лишил себя возможности реального влияния на ситуацию.
После того, как в 1999 году Бразилия провела девальвацию, её экономика стала более привлекательной для инвесторов, чем аргентинская; это привело к оттоку капиталов.
В 1990-х Аргентина начала погашать свои прежние долги за счёт новых долгов по более высоким процентам. Одновременно кредиты брались для покрытия бюджетного дефицита. За годы президентств Карлоса Менема и Фернандо де ла Руа государственный долг вырос до 132 миллиардов долларов, что в дальнейшем привело к значительным затратам по его обслуживанию. Незадолго до дефолта, однако, МВФ отказался предоставлять Аргентине новые кредиты. В связи с этим МВФ и США обвиняют в непоследовательности по отношению к Аргентине, поскольку МВФ долгое время настаивал на проведении жёсткой бюджетной политики и выдавал Аргентине крупные кредиты для покрытия дефицита, но в конце 2001 года изменил свою позицию.

Аргентина, которая с 1991 года поддерживала фиксированный курс своего песо, ликвидировала гиперинфляцию и обеспечила значительный приток иностранных инвестиций, являлась тогда любимицей фонда и летом того 2001 года получила дополнительный кредит в $8 млрд. Однако сразу после этого МВФ понял, что Аргентине не помогут никакие дополнительные кредиты. <…> Аргентина немедленно перестала быть любимицей МВФ, и в декабре 2001 года фонд отказался предоставлять ей очередную порцию вышеупомянутого кредита.

Называются и другие причины, способствовавшие более тяжёлым последствиям кризиса:
- Несовершенство налоговой системы, которая позволяла уклоняться от уплаты налогов (уклонение от уплаты НДС составляло до 40 %)[7].
- Масштабная коррупция[7].
- Задолженность регионов центральному правительству[7].
- Высокие ежегодные текущие долговые платежи — 5 миллиардов долларов в год[7].
- Мировая рецессия и кризисы в экономиках развивающихся стран (Юго-Восточной Азии и России), которые привели к сокращению ВВП и оттоку капиталов из Аргентины[6][7].
- Непредвиденное увеличение текущих социальных выплат при том, что проводилась политика их сокращения в долгосрочной перспективе[6].

## Хроника событий
- 24 октября 1999. Фернандо де ла Руа победил на президентских выборах; перед выборами он обещал не менять неолиберальную экономическую модель, созданную при президенте Карлосе Менеме[9]. При этом в стране уже тогда фиксировался высокий уровень безработицы и огромная разница в доходах между бедными и богатыми[9].
- 12 июля 2001. Кредитные агентства понизили кредитный рейтинг Аргентины, что привело к осложнению ситуации на финансовых рынках[10].
- 2 августа 2001. Конгресс урезал зарплаты госслужащим и пенсии на 13 % в рамках программы жёсткой экономии[11].
- 3 ноября 2001. Фернандо де ла Руа объявил о планах реструктуризации 95 миллиардов долларов государственного долга[12].
- 2 декабря 2001. Правительство объявило об обмене государственных облигаций на новые, имеющие более низкие процентные обязательства и более длительный срок погашения[13].
- 2/3 декабря 2001. Введены жёсткие ограничения на снятие наличных денег с банковских счетов — $250 в неделю[13][14].
- 4 декабря 2001. Кредитно-рейтинговое агентство Fitch присвоило Аргентине самый низкий, дефолтный кредитный рейтинг DDD[13].
- 6 декабря 2001. МВФ заблокировал выделение Аргентине очередного транша кредита в 1,3 миллиарда долларов[15].
- 7 декабря 2001. Правительство обратилось к средствам частных пенсионных фондов на условиях, которые были расценены как конфискация[16].
- 12 декабря 2001. Из-за выплат по кредитам остались невыплаченными 1,4 миллиона пенсий[17].
- 19 декабря 2001. По всей стране проходят массовые беспорядки из-за тяжёлого экономического положения; правительство заявляет о намерении провести девятую по счёту комплексную программу экономии[18].
- 20 декабря 2001:
  - В беспорядках и столкновениях с полицией погибло 20 человек[19].
  - Введено чрезвычайное положение[20].
  - Министр экономики Доминго Кавальо подал в отставку[21].
- 21 декабря 2001:
  - Президент Фернандо де ла Руа ушёл в отставку.
  - Приостановлены все бюджетные валютные операции[7].
- 23/24 декабря 2001. И. о. президента Адольфо Родригес Саа объявил о крупнейшем в истории дефолте — 80 млрд из 132 млрд долларов государственного долга (дефолт не распространялся на аргентинские долги МВФ, Всемирному банку, Межамериканскому банку развития, а также на гарантированные государством займы)[2].
- 14 ноября 2002. Аргентина не смогла погасить очередной кредит, что создало угрозу нового дефолта[22].

## Последствия
В краткосрочной перспективе в Аргентине резко упал уровень ВВП, значительно снизилась покупательная способность населения, значительно увеличился уровень бедности. По данным Всемирного банка, количество населения за чертой бедности в Аргентине выросло с 28,9 % в 2000 году до 35,4 % в 2001 году и достигло пика в 2002 году (54,3 %), после чего начало снижаться и достигло 9,9 % в 2010 году. В 2001 году соотношение внешнего государственного долга к ВВП составляло 56,9 % от ВВП, но из-за дефолта и падения ВВП к 2002 году этот показатель вырос до 153,2 %, после чего начал снижаться на 20—40 % в год. С 2001 года в Аргентине снижалась безработица (18,3 % в 2001 году, 17,9 % в 2002 году, 16,1 % в 2003 году; в 2009 году — 8,6 %).
Для некоторого уменьшения эффекта последствий кризиса для населения правительство Аргентины ввело дифференцированный подход в возмещении вкладов, в результате чего банки понесли убытки в 6—10 миллиардов долларов. Правительство также отказалось от обязательств в ряде инфраструктурных проектов и при этом запретило повышать тарифы на коммунальные услуги. Контроль над ценами стал одним из важнейших пунктов антикризисной программы.

### Второй дефолт (2014)
По данным некоторых СМИ в июле 2014 года Аргентинская Республика второй раз с начала XXI века оказалась в состоянии технического дефолта. Причиной стало истечение поздним вечером 30 июля 2014 года срока погашения долговых обязательств перед частью кредиторов, в том числе фондами NML Capital Limited и Aurelius Capital Management; сумма невыплаты по долгам составила 1,3 миллиарда долларов. Рейтинговое агентство Fitch в связи с этим событием понизило суверенный рейтинг Аргентины до «выборочный дефолт».
Однако президент Кристина Киршнер опровергла объявление дефолта, а министр экономики страны Аксель Кисильоф заявил, что против Аргентины развязана медийная «кампания, призванная посеять сомнения, панику и страх, которые вызывает слово „дефолт“».

## Кооперативы
Во время обвала экономики крупные бизнесмены и иностранные инвесторы выводили свои капиталы за рубеж. В результате многие компании малого и среднего бизнеса были закрыты из-за недостатка средств, уровень безработицы увеличивался. Рабочие этих предприятий лишились какого-либо дохода и решили вновь запустить средства производства самостоятельно, как самоуправляющиеся кооперативы.
Рабочими кооперативами стали керамический завод Zanon (известный как FaSinPat, сокр. от «Fabrica sin patrones», «Фабрика без хозяев»), четырехзвездочный отель «Бауэн», швейная фабрика «Brukman», печатный станок[прояснить] Chilavert и многие другие. В некоторых случаях бывшие владельцы вызывали полицию, чтобы прогнать рабочих, но зачастую рабочим удавалось защитить оккупированные рабочие места от государства, полиции и боссов.
Опрос, проведенный газетой Буэнос-Айреса, обнаружил, что около 1/3 населения принимало участие в народных собраниях (ассамблеях). Они обычно проводились на уличных перекрестках и в общественных местах. На собраниях обсуждались возможности взаимопомощи в случаях выселения из квартир, проблем со здоровьем, а также коллективная покупка еды и программы распределения продуктов питания. Некоторые ассамблеи впоследствии создали новые структуры здравоохранения и образования. Локальные собрания раз в неделю объединялись в большую ассамблею для обсуждения общих проблем. В 2004 году вышел документальный фильм об этих событиях.
Некоторые предприятия были куплены законно, за номинальную стоимость, в то время как другие остаются оккупированными и не являются субъектами права.